# 許心美
許心美(Khaw Sim Bee；白話字：Khó͘ Sim-bí；泰語：คอซิมบี้ ณ ระนอง），（1857—1913），泰籍華裔，祖籍福建省漳州市角美霞嶼鄉，被譽為泰國“橡膠之父”。拉瑪五世朱拉隆功恩賜許心美拍耶力大那色提 侯爵。

## 生平
其父親許泗璋原籍福建省漳州府龍溪縣霞嶼鄉，反清復明人士。許泗璋生於清光緒年間四月初九日，廿五歲那年，西元一八一O年南渡南洋檳城，初為苦力，任勞任怨，後稍有積蓄，往來於檳城泰南之間的單幫小宗貿易。最初幾年，其看準攀牙這個濱海漁村有發展前途，於攀牙成家立業，娶暹婦為妻，以經營出入口的航運生意，購置船隻川走於檳城、普吉、拉儂等國內外沿海港埠，漸漸成為一方的富商，因人品忠厚誠實，又有魄力，而得到三世皇的賞識，委任他為拉儂府稅務官。但他卻看得更遠，他對拉廊府只有十七家的窮鄉僻壤的地下卻蘊藏著豐富的寶藏──錫砂，更有誘惑力，情有獨鍾，他看到這個地下寶藏的無限光明前途，當機立斷，與檳城閩籍同鄉籌集資金組織一個開採錫礦公司，經許泗璋氏數年開發後，這個閉塞落後的荒野山村甦醒了，逐漸繁榮起來，全國各地的好幾萬淘金者紛來沓至，並且帶動了各行各業的興旺發展。有鑑於此，拉瑪三世便委任其為拉廊府府尹，為表彰他開發這塊荒原野嶺，成為錫礦開採中心，而受五世王封為拉廊省省長賜爵，直屬曼谷中央政府，管轄甲米府、沙敦府、董里府等府，賜予世襲稱號。他的六個兒子除老大早逝，其它幾個兒子都受封賜爵，在拉儂府、春蓬府、浪宣府（今屬春蓬府）董里府任行政長官要職。西元一八八二年，許泗璋逝世，享年八十六歲。
許心美，一八五七年生於泰國南部拉廊府，是許泗璋第六子，十二歲時，曾隨父親回漳州讀了三年私塾，接受華夏文化熏陶，返暹羅後，其對暹羅及中國和同僑的無私奉獻，給後人留下深刻的印像，其兢兢業業，沿著乃父披荊斬棘的無畏精神在這塊土地上拼搏，整治普吉府地方社會治安，剿除洪門黑幫勢力，撲滅了最為猖獗的建德及義興兩私會黨徒的作亂，立下汗馬功勞，創下不朽的功勳。
拉瑪五世恩賜許心美拍耶力大那色提侯爵，許心美年廿五歲時，被封為董里府府尹，他的最大功績為引進移植馬來西亞的橡膠在泰國種植成功並推廣，成為泰國百年來的重要經濟龍頭。當年董里府交通閉塞，他從董里府到高頭廊府的險惡峻峭的盤山公路共七十公里修築完成，使泰南各府的經濟發展，起了非常重要的作用。因政績優異，而得到國王的高度嘉獎，授予 “披耶”侯爵。
許心美一九一三年病逝於檳城，享年五十六歲。他的產業，他的後代有一部分在馬來西亞，有一部分留在泰國各地，為表彰他對泰國的經濟作物，特別是引進移植推廣橡膠這一項目的功績。